# Sarracenia minor
Sarracenia minor este o specie de plante carnivore din genul Sarracenia, familia Sarraceniaceae, ordinul Ericales, descrisă de Thomas Walter. A fost clasificată de IUCN ca specie cu risc scăzut. Conține o singură subspecie: S. m. okefenokeensis.

## Galerie de imagini

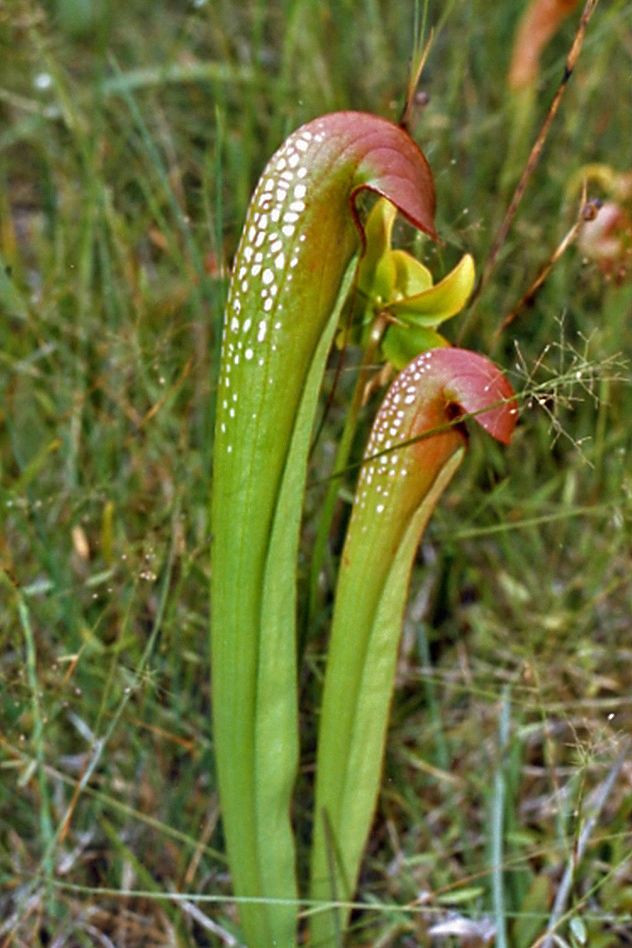
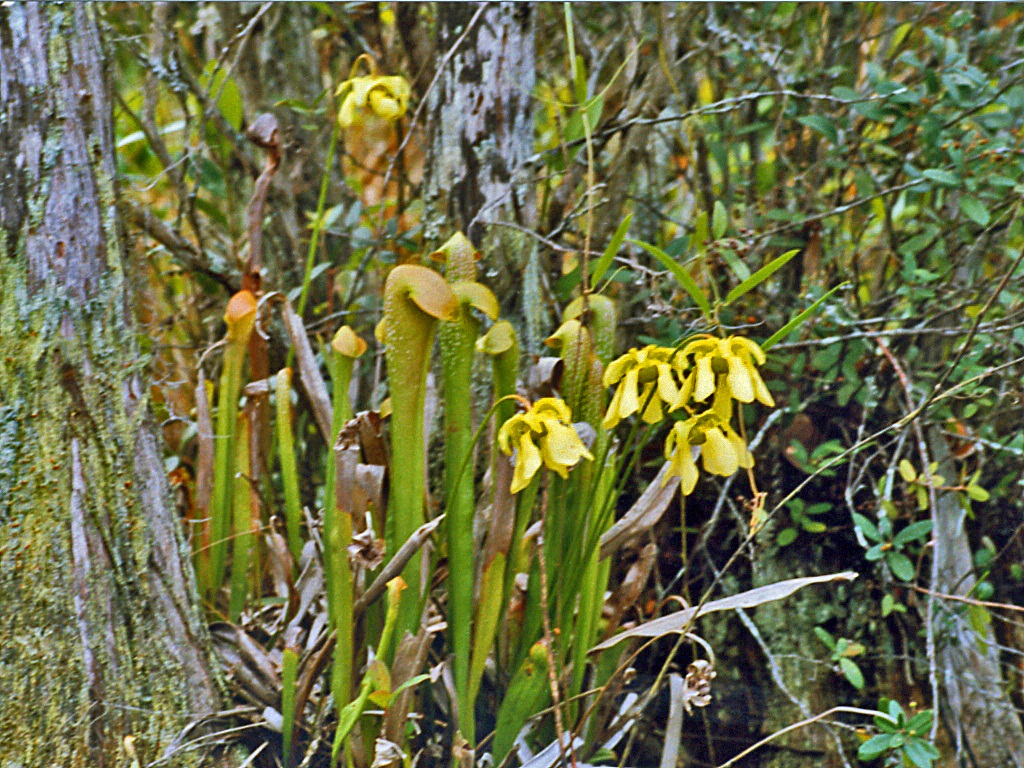
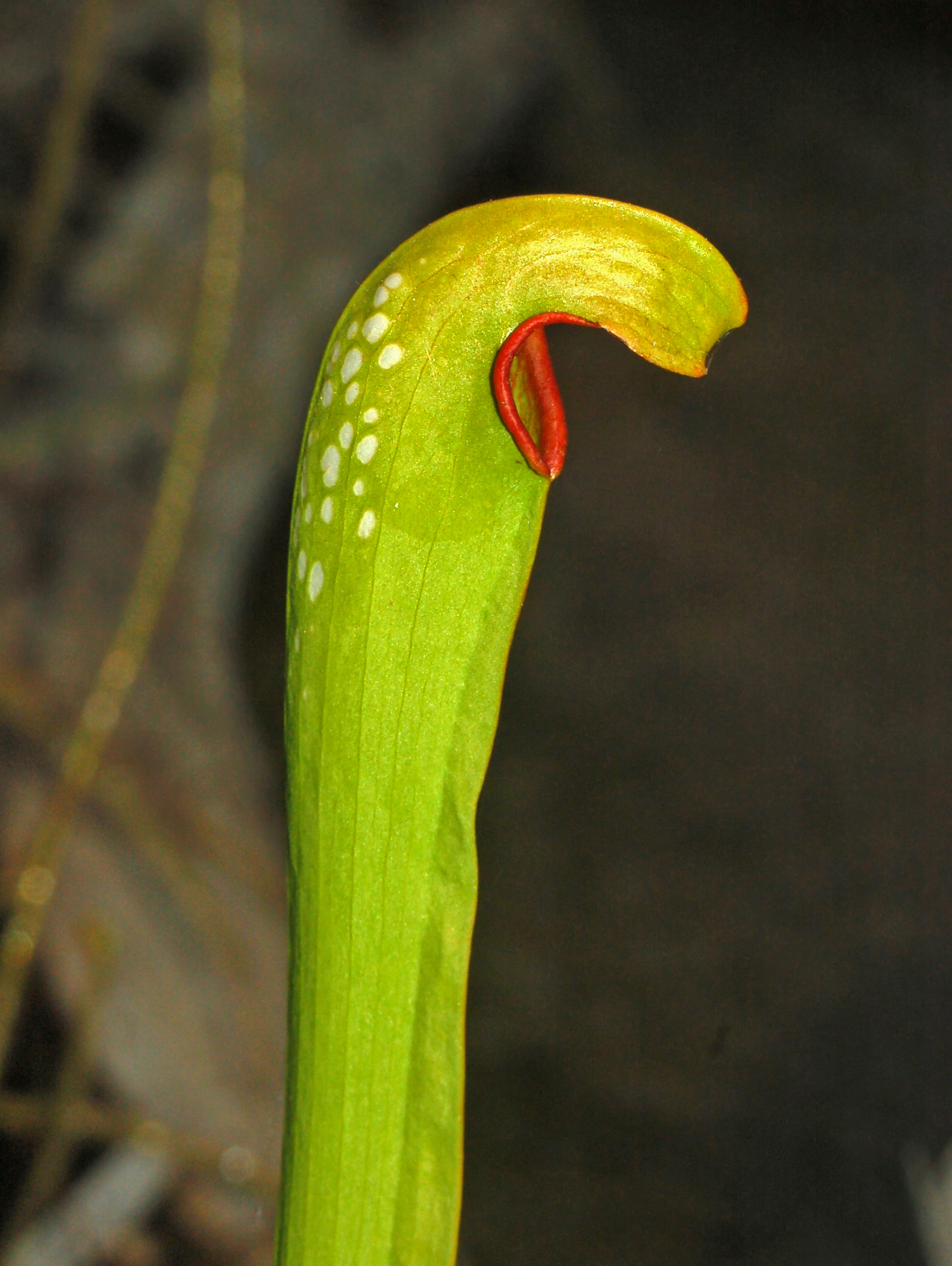
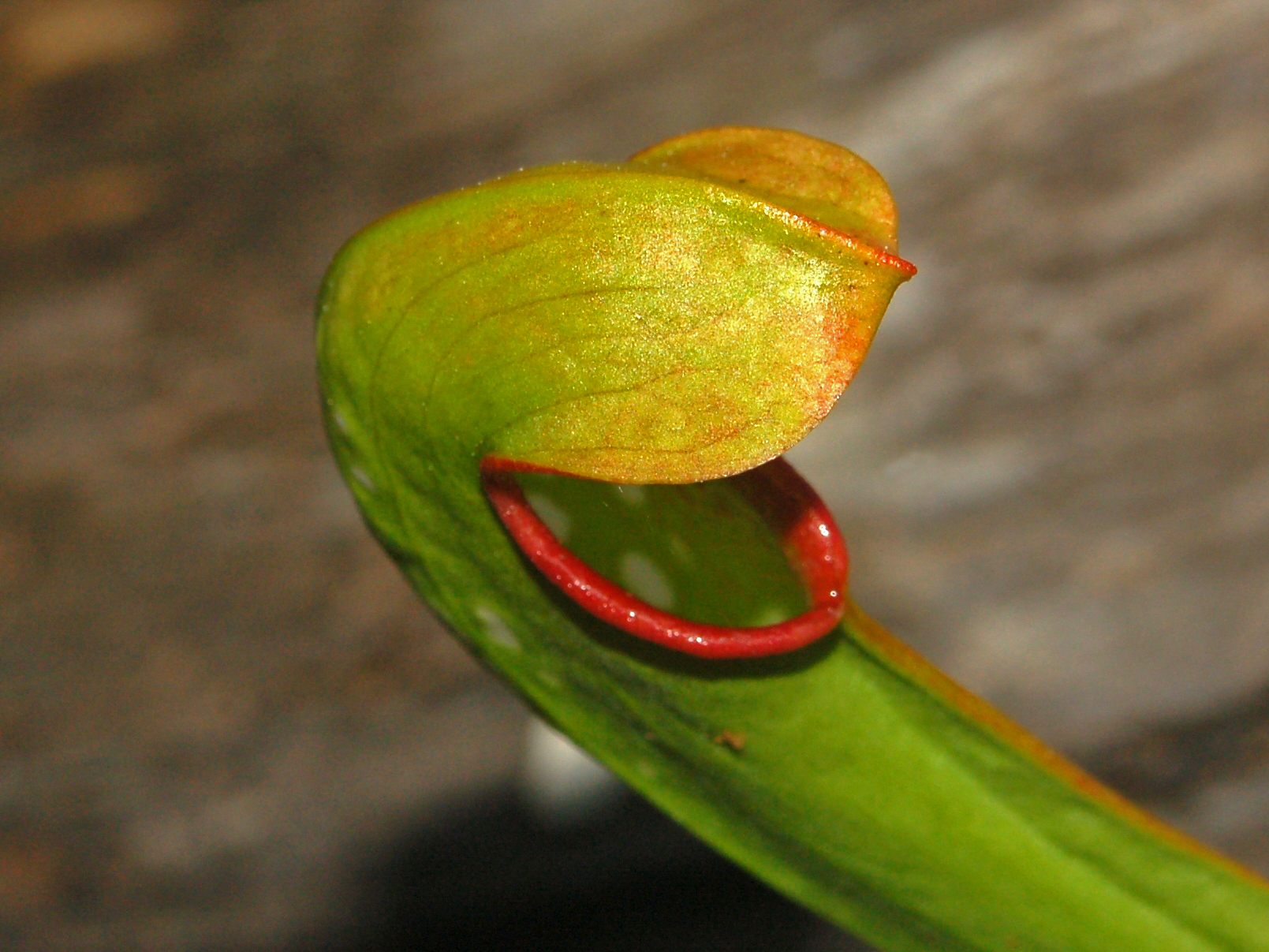
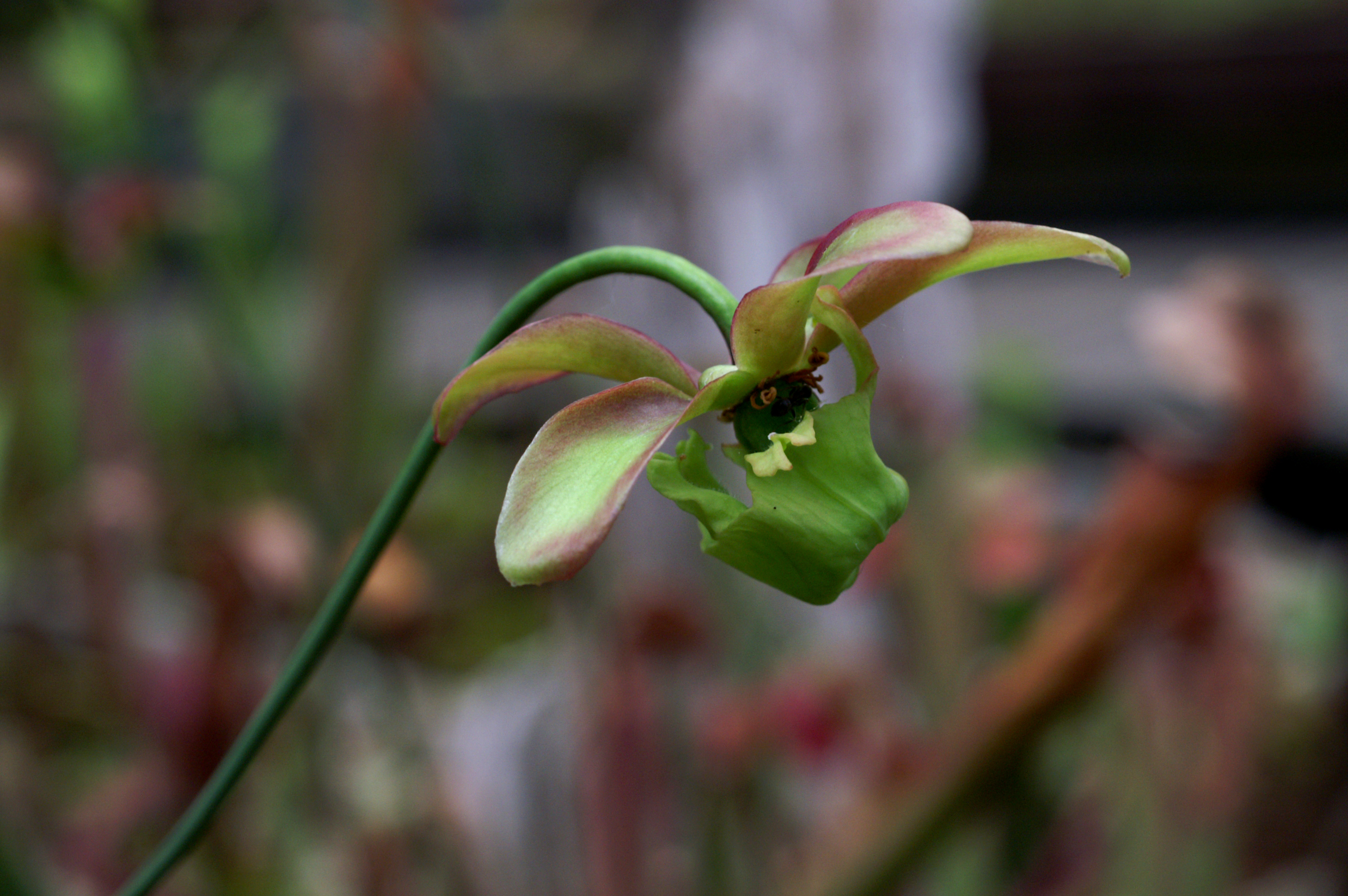
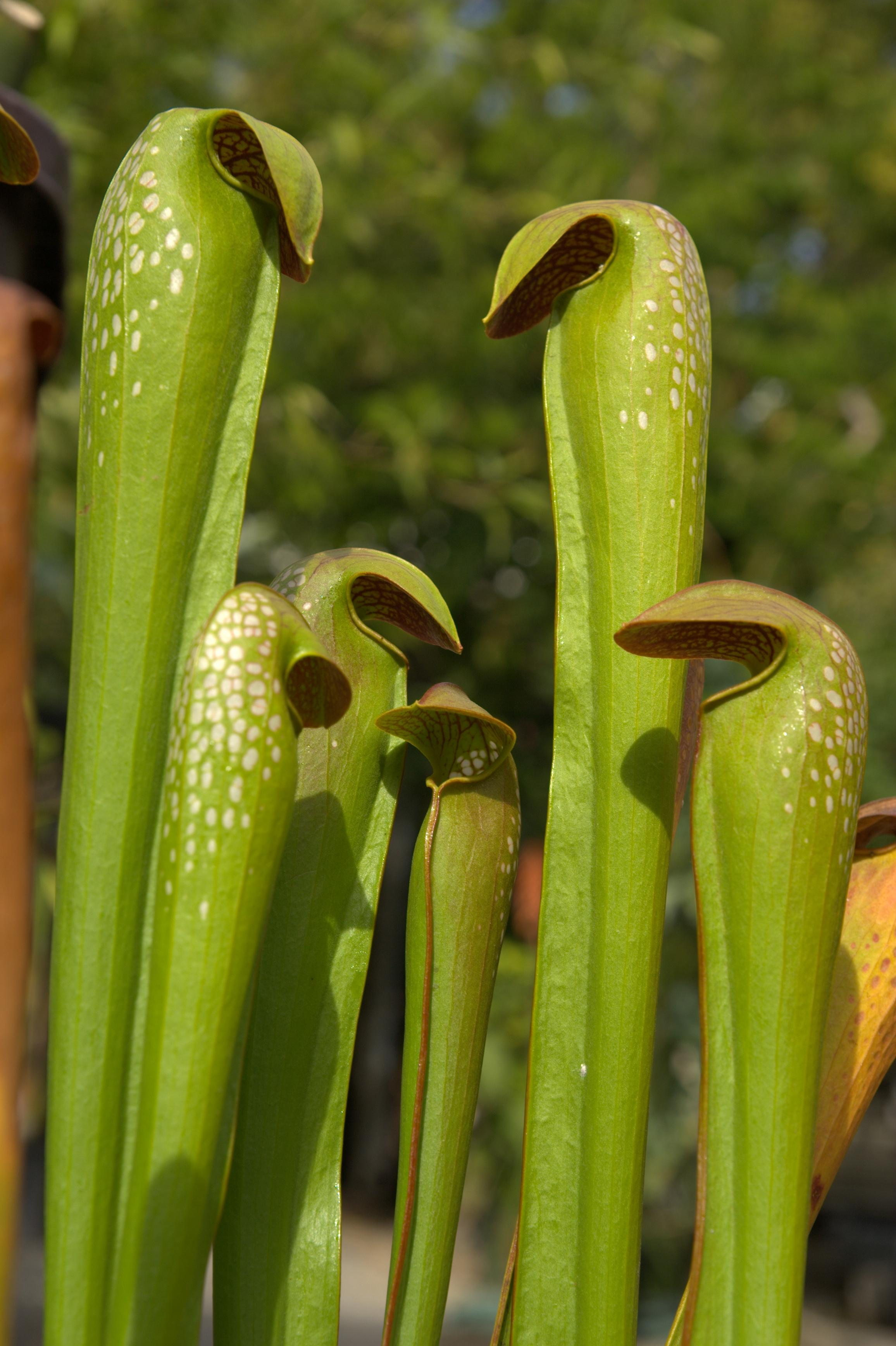